# Chin Check
Chin Check är en singel av den amerikanska hiphopgruppen N.W.A tillsammans med Snoop Dogg som gästartist. Sången är huvudsingel till soundtracket Next Friday från filmen med samma namn, men har även släppts på samlingsalbumet The Best of N.W.A: The Strength of Street Knowledge, och som bonusspår tillsammans med "Hello" av Ice Cube på greatest hits-albumet Greatest Hits.
Sången markerades som N.W.A:s första singel sedan 1991 års "The Dayz Of Wayback" från albumet Niggaz4Life, samt gruppens första arbete med Ice Cube sedan han lämnade gruppen i december 1989.

## Mottagande
Musiktidningen Vibe gav sången en negativ recension och konstaterade att Dr. Dres beat var "smaklöst" samt att MC Ren och Ice Cube lät "gammalt" och "ljummet".

## Topplistor
| Topplistor (1999)       | Top position    |
| ----------------------- | --------------- |
| Billboard Hot Rap Songs | 1[källa behövs] |